# قانون اعداد واقعاً بزرگ
قانون اعداد واقعاً بزرگ (به انگلیسی: Law of truly large numbers) که به پرسی دیاکونیس و فردریک موستلر نسبت داده می‌شود بیانگر آن است که اگر حجم نمونه تصادفی به اندازه کافی بزرگ باشد، امکان وقوع هر رخداد عجیبی وجود دارد.
در زبان ریاضی به صورت صریح می‌توان بیان کرد: «احتمال وقوع یک رویداد غیرمحتمل X در N آزمایش مستقل می‌تواند به‌طور دلخواه نزدیک به ۱ شود، مهم نیست که احتمال رویداد X در یک آزمایش منفرد چقدر کوچک باشد، مشروط بر اینکه N واقعاً بزرگ باشد.»
برای مثال در تولید مثل جنسی، شانس یک اسپرم تک میکروسکوپی برای رسیدن به تخمک برای لقاح بسیار کم است؛ بنابراین، در هر رویارویی، اسپرم‌ها به تعداد میلیون‌ها به‌طور همزمان (در پستانداران) آزاد می‌شوند و احتمال باروری را به یک رویداد تقریباً قطعی افزایش می‌دهند.